# Humanismo cristiano

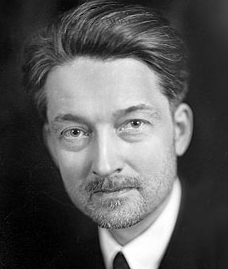
Jacques Maritain filósofo católico francés, principal exponente del humanismo cristiano.

El humanismo cristiano es un término que se refiere a los cristianos que siguen los principios del humanismo. Según los proponentes del término, la palabra engloba principios como la dignidad humana universal y la libertad individual, junto con la primacía de la felicidad humana como algo esencial y acorde con los principios de las enseñanzas de Jesús. El filósofo francés Jacques Maritain afirmó que el humanismo político tiene como pilares fundamentales la filosofía política y el humanismo integral; este último es muy importante en los pontificados de Pablo VI y Juan Pablo II.

## Definiciones
Los proponentes del término «humanismo cristiano» establecen una continuidad con los humanistas del Renacimiento, es decir los humanistas académicos, generalmente católicos, cuyas obras retoman el pensamiento secular de la Antigüedad. Esta definición de «humanismo cristiano» marca una continuidad entre los humanistas eruditos y los cristianos modernos que se identifican más con los «antiguos valores seculares». Esta visión integra el Nuevo Testamento, las virtudes teologales y cardinales, la necesidad de la gracia divina y la razón. Según su propia percepción, el humanismo cristiano, a diferencia de otros humanismos, integra al ser humano en materia y espíritu.

## Críticas
Otros humanistas rechazan la validez de términos como «humanismo cristiano». En The Wiley-Blackwell Handbook of Humanism, Andrew Copson, de la International Humanist and Ethical Union y Humanists UK, se refiere al humanismo cristiano como «un término híbrido  [...] que algunos que provienen de un contexto cristiano han intentado poner en circulación». Copson argumenta que los intentos de agregar adjetivos como «cristiano» a la instancia del humanismo son incoherentes, ya que esto «provocó una serie de críticas de aquellos identificados con otras tradiciones religiosas —ya sea culturalmente o en convicciones— de que ellos también podían afirmar ser "humanistas". La sugerencia resultante —que del "humanismo" existen dos tipos, "humanismo religioso" y "humanismo secular"— ha comenzado a enlodar de manera seria las aguas conceptuales». Alienta a los creyentes a poner el énfasis en los aspectos humanitarios de su fe para trazar, como el filósofo Karl Popper, una distinción entre «los "humanistas" y los "humanitarios religiosos"».